# René Labat
Pour les articles homonymes, voir Labat.
Cet article concerne un assyriologue français. Pour l'athlète français, voir René Labat (athlétisme).
René Labat, né le 5 juin 1904 à Saint-Loubès et mort le 3 avril 1974 à Paris, est un assyriologue français.
Il est membre de l'Académie des inscriptions et belles-lettres (ASMP) de 1968 à 1974 et professeur au Collège de France de 1952 à sa mort.

## Biographie

### Famille
Originaire de Gascogne, il est le père de Florence Malbran-Labat, philologue.

### Jeunesse et études
Il prépare le concours de l'agrégation de grammaire à la faculté des lettres de Bordeaux. Il est admis à l'agrégation en 1928.
Il accomplit son service militaire de 1928 à 1929. Il est ensuite désigné à la Fondation Thiers, où il poursuit ses recherches trois ans durant.
Il a comme maître Charles Fossey, dont il aime à citer la phrase « L'Histoire sera philologique ou ne sera pas. ».

### Carrière
En 1932, il est diplômé de l'École pratique des hautes études. Il y est élu l'année suivante directeur d'études à la 4e section pour enseigner l'assyrien.
En 1938, il est reçu docteur ès lettres.
En 1952, il devient titulaire de la chaire d'assyriologie au Collège de France.
Il devient secrétaire de l'Association des professeurs au Collège de France avant d'en être élu vice-président en 1965. Il le reste jusqu'à sa mort.
Il étudie particulièrement l'élamite, après le père Scheil.

#### Fonctions académiques
Il est membre de l'Académie des inscriptions et belles-lettres (ASMP) de 1968 à 1974, de l'Institut archéologique allemand, et de la Société asiatique, qu'il préside de 1969 à 1974. À ce dernier titre, il préside aux manifestations organisées pour le cent-cinquantième anniversaire de la Société et pour le centième du Congrès international des internationales en 1973.
Il rédige également l'article « Littérature assyro-babylonienne » de l´Encyclopædia Universalis, et collabore au Cambridge Ancient History, au Fischer Weltgeschichte — où il écrit à propos des empires assyriens et néo-babyloniens — et à l'Histoire générale des sciences.

## Publications
- L’akkadien de Boghaz-Köi. Étude sur la langue des lettres, traités et vocabulaires akkadiens trouvés à Boghaz-Köi, 1932
- Commentaires assyro-babyloniens sur les présages, 1933
- Le poème babylonien de la Création, édition et traduction, 1935
- Le caractère religieux de la royauté assyro-babylonienne, thèse principale, 1938
- Hémérologies et ménologies d’Assur, thèse complémentaire, 1938
- Un almanach babylonien, 1943
- Manuel d’épigraphie akkadienne : signes, syllabaires, idéogrammes, 1948

- Prix Bordin 1964 de l’Académie des inscriptions et belles-lettres
- Traité akkadien de diagnostics et pronostics médicaux', 2 volumes, 1951
- La médecine babylonienne, 1953
- À propos de la chirurgie babylonienne, 1954
- La science antique et médiévale. Des origines à 1450, collectif, 1957
- Kaštariti, Phraorte et les débuts de l'histoire mède, 1961
- Un calendrier babylonien des travaux, des signes et des mois (séries iqqur ipus), 1965
- Les grands textes de la pensée babylonienne, 1970
- Les religions du Proche-Orient asiatique. Textes babyloniens, ougaritiques, hittites, édition et traduction, 1970
- Suse ville royale. 11 textes littéraires de Suse, avec Dietz-Otto Edzard, in Mémoires de la Délégation archéologique française en Iran, 1974
- Saint Louis et l'Orient, 1976

### Autre traduction
- Code de Hammurabi, avec Jean Bottéro.

## Décorations
- Croix des services militaires volontaires
- Croix de guerre 1939-1945